# Makromolekül
Makromoleküle (Großmoleküle; von altgriechisch μακρός makros ‚groß‘), auch Riesenmoleküle genannt, sind sehr große Moleküle, die aus sich wiederholenden ähnlichen Struktureinheiten (formale Grundbausteine) bestehen und eine hohe Molekülmasse haben. Die Grundbausteine solcher Polymere sind meist Atomgruppen, können aber auch Atome sein; deren Massen sind im Vergleich zur Gesamtmasse des Makromoleküls sehr klein. In der technischen Chemie werden diese Grundbausteine Konstitutionelle Repetiereinheit genannt. Üblicherweise wird von Makromolekülen gesprochen, wenn die molare Masse über 10.000 g·mol−1 liegt. Der Begriff Makromolekül wurde 1922 von Hermann Staudinger eingeführt.

## Makromolekulare Stoffe
Mehrere Reihen von natürlichen und synthetischen chemischen Substanzen bestehen aus Makromolekülen. Diese makromolekularen Stoffe sind in der Regel Mischungen von Makromolekülen mit ähnlicher chemischen Zusammensetzung bzw. Struktur und nur ähnlich großen Molekülmassen. Sie sind damit polydispers und haben eine Molmassenverteilung. Praktisch sind die Makromoleküle eines makromolekularen Stoffs in ihrem Verhalten gleich, da – wegen der Größe des Moleküls – ein Hinzufügen oder Wegnehmen von Struktureinheiten keine Auswirkung auf die Eigenschaft des Makromoleküls hat. 
Einige makromolekulare Stoffe bestehen aus weitgehend identischen Makromolekülen mit einheitlicher Molmasse. Sie sind damit monodispers. Bei einigen natürlichen, monodispersen makromolekularen Stoffen, wie bei bestimmten Proteinen (Enzyme), sind die biochemischen Eigenschaften des Makromoleküls – im Gegensatz zur allgemeinen Regel – hoch abhängig von der Zusammensetzung und der Feinstruktur des Makromoleküls. 
Weitgehend synonym zu „makromolekulare Stoffe“ werden oft die Wörter Polymer (Hochpolymer) oder Biopolymer verwendet. Auch mit dem Wort Kunststoff sind im Endeffekt makromolekulare Stoffe gemeint. Diese Stoffe sind Arbeitsgebiet der makromolekularen Chemie.

### Einteilung

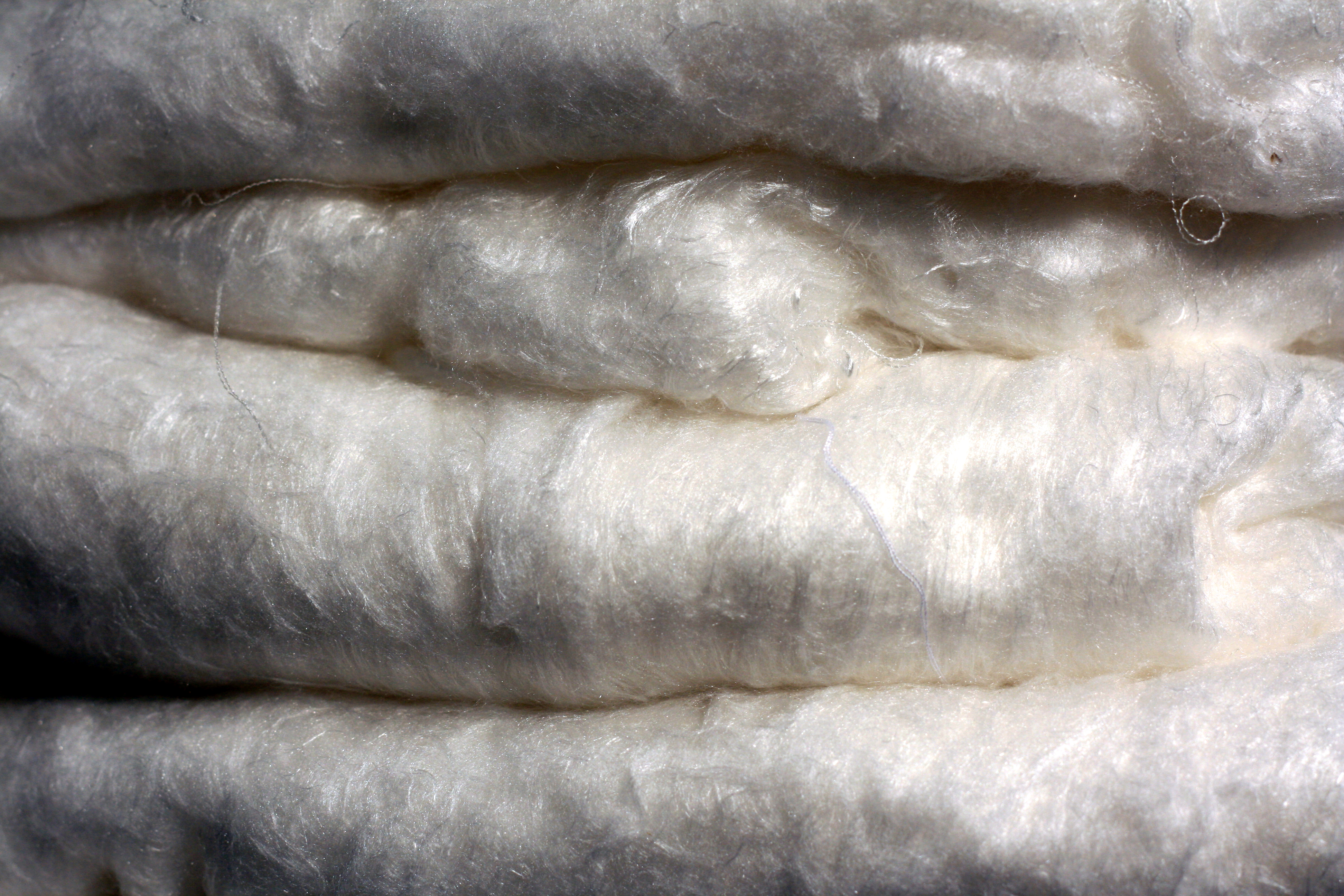
Weiße Naturseide – ein natürlicher makromolekularer Stoff

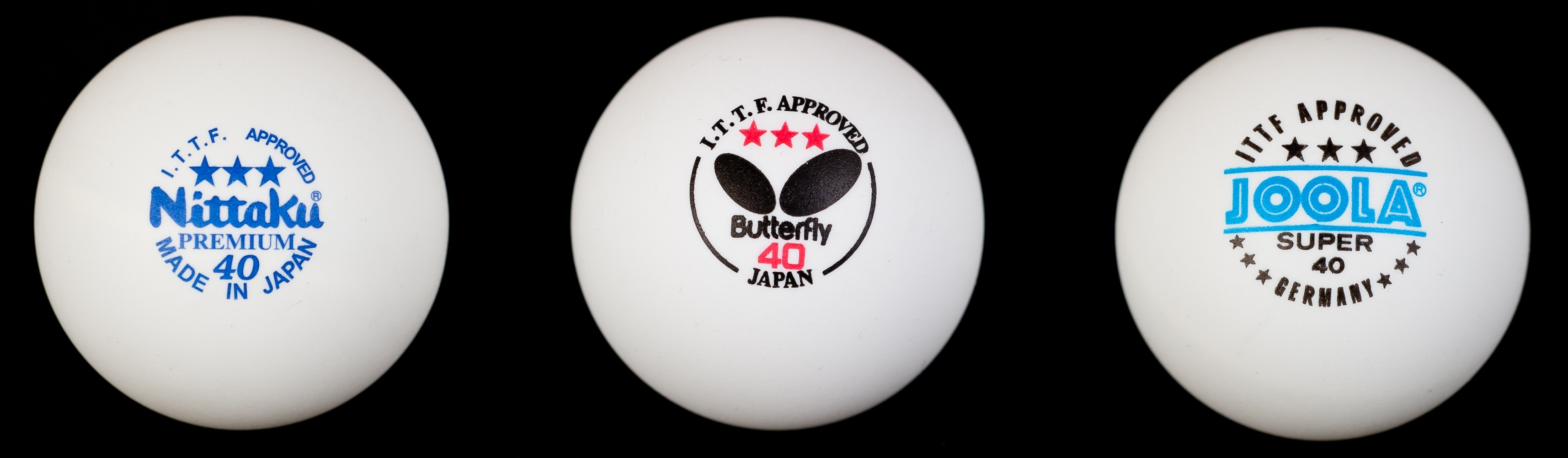
Tischtennisbälle aus Zelluloid – einem halbsynthetischen makromolekularen Stoff

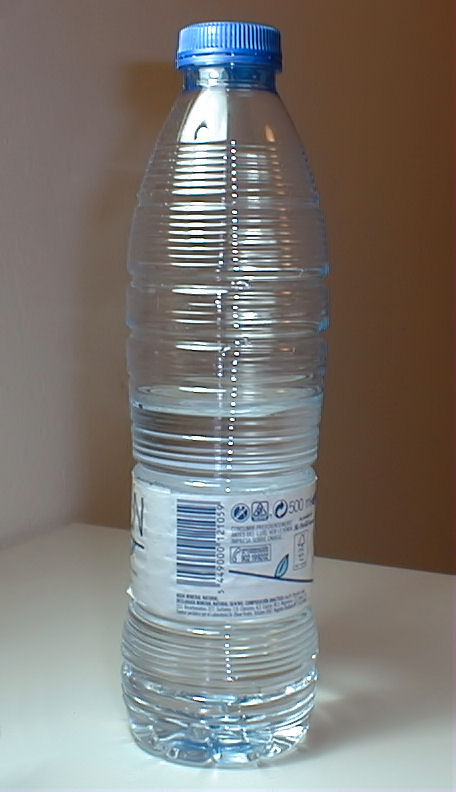
PET-Flasche aus einem synthetischen makromolekularen Stoff

Makromolekulare Stoffe werden in natürliche, halbsynthetische und synthetische Stoffe unterteilt.
Vertreter natürlicher makromolekularer Stoffe sind z. B.:
- Kohlenwasserstoffe, wie cis-1,4-Polyisopren (Hauptbestandteil von Naturkautschuk)
- Lignin
- Polynukleotide, wie Nukleinsäuren
- Polysaccharide, wie Stärke und Zellulose
- Proteine, wie Seide, Collagen, Enzyme, Antikörper

Vertreter halbsynthetischer makromolekularer Stoffe sind z. B.:
- Acetatseide
- Viskose, Cellulosenitrat (Zelluloid)
- Vulkanisierter Kautschuk

Vertreter synthetischer makromolekularer Stoffe (Kunststoffe) sind z. B.:
- Polystyrol (PS), Polyethylen (PE), Polypropylen (PP), Polyamide (PA), Polyvinylchlorid (PVC), Polyethylenterephthalat (PET)
- Silikone
- Synthesekautschuk

Zu den Makromolekülen mit verzweigter Baumstruktur gehören die Dendrimere mit ihren perfekt verzweigten Strukturen wie auch die statistisch folgeverzweigten hyperverzweigten Polymere. Beide werden unter dem Begriff dendritische Polymere oder hochverzweigte Polymere zusammengefasst, welche in regelmäßiger oder unregelmäßiger Form starke Verzweigung aufweisen. „Dendritisch“ charakterisiert dabei das Prinzip der Folgeverzweigung (dendron = Baum), das Strukturen dieser Art zugrunde liegt. Hyperverzweigte Makromoleküle spielen in der Natur eine wichtige Rolle, so etwa Amylopektin oder Glykogen. Die folgeverzweigte Struktur dieser Polymere wurde bereits in den 30er Jahren bewiesen.